# Anni facili
Anni facili è un film italiano del 1953 diretto da Luigi Zampa e basato su un soggetto di Vitaliano Brancati.
Per i temi trattati ed i personaggi evocati suscitò notevoli contrasti politici ed incontrò molte difficoltà con la censura.
La pellicola rappresenta la seconda parte di una trilogia ideata e sceneggiata da Vitaliano Brancati, i cui altri titoli sono Anni difficili  (1948) e L'arte di arrangiarsi (1954).

## Trama
Il professor Luigi De Francesco è insegnante in una cittadina siciliana, non senza contrasti a causa del suo rigore morale e delle sue opinioni progressiste. Sua moglie, che sogna la grande città, riesce tramite conoscenze ad ottenere il trasferimento del marito a Roma, nonostante costui protesti per la scarsezza del suo stipendio rispetto ai costi nella capitale. Il barone La Prua, padrone di casa del professore con trascorsi da podestà nel ventennio fascista, ma adesso candidato a sindaco con i voti della sinistra, ricorda l'amicizia di De Francesco con l'onorevole Rapisarda, maturata ai tempi in cui costui era al confino in Sicilia. Gli propone quindi di integrare il magro stipendio seguendo presso il Ministero l'iter autorizzativo di un farmaco, il Virilon, vantato come miracoloso per le prestazioni maschili.
Poiché l'integerrimo De Francesco non vuole approfittare dell'amicizia col Rapisarda, le sue spossanti peregrinazioni negli uffici ministeriali si infrangono contro il muro della burocrazia ed a nulla vale l'essere riuscito finalmente ad avvicinare in modo fortunoso il commendator Larina, dirigente cui spetta il rilascio dell'autorizzazione. Di fronte all'inefficacia del professore, La Prua, recatosi a Roma per prendere in mano la cosa, riallaccia i contatti con i camerati d'un tempo che incontra ad un raduno di nostalgici fascisti. Costoro gli suggeriscono di avvicinare la moglie del Larina, loro vecchia conoscenza, ed è proprio tramite i buoni uffici della signora, e pagando una cospicua tangente, che La Prua riesce ad ottenere l'autorizzazione per il Virilon. A quel punto i servigi di De Francesco non sono più necessari ed il professore si trova senza lo stipendio aggiuntivo proprio quando deve far fronte ai costi del matrimonio della figlia.
Pressato dagli impegni economici famigliari, De Francesco accetta quello che sino ad allora aveva sdegnosamente rifiutato: truccare degli esami in cambio di una somma di denaro. Ma l'illecito viene scoperto ed egli è arrestato proprio durante la festa di nozze della figlia. Il giudice istruttore Santoro, che è stato un suo allievo e ricorda il rigore morale del suo ex insegnante, cerca in tutti i modi di aiutarlo. Di Francesco, però, rifiuta ogni attenuante e chiede di ricevere una condanna esemplare, cosa che avverrà. Nel giorno in cui viene condotto in carcere, scorge alla stazione il Larina in partenza per Milano, dove è stato trasferito dopo che è emersa la corruzione legata al Virilon. Questa è l'unica punizione per il funzionario ministeriale, mentre De Francesco andrà in prigione dove si ripromette di insegnare ai detenuti.

## Realizzazione del film

### Soggetto e sceneggiatura
Anni facili, ideale seconda puntata di una “trilogia” di Zampa e Brancati sull'Italia del dopoguerra, assieme con Anni difficili (1948) e L'arte di arrangiarsi (1954) (cui alcuni commentatori aggiungono anche Gli anni ruggenti, benché sia un film già del 1962 e quindi privo dell'apporto di Brancati), ebbe una lunga gestazione. Ne aveva già parlato Brancati in una lettera del 5 novembre 1948 alla moglie, Anna Proclemer, nella quale scriveva di aver «buttato giù una trama di Anni facili che venderò a chi mi dà più affidamento», mentre l'anno successivo è Zampa ad accennare al progetto. In seguito si parla di un film con lo stesso titolo destinato ad essere diretto da Mastrocinque, poi non realizzato.

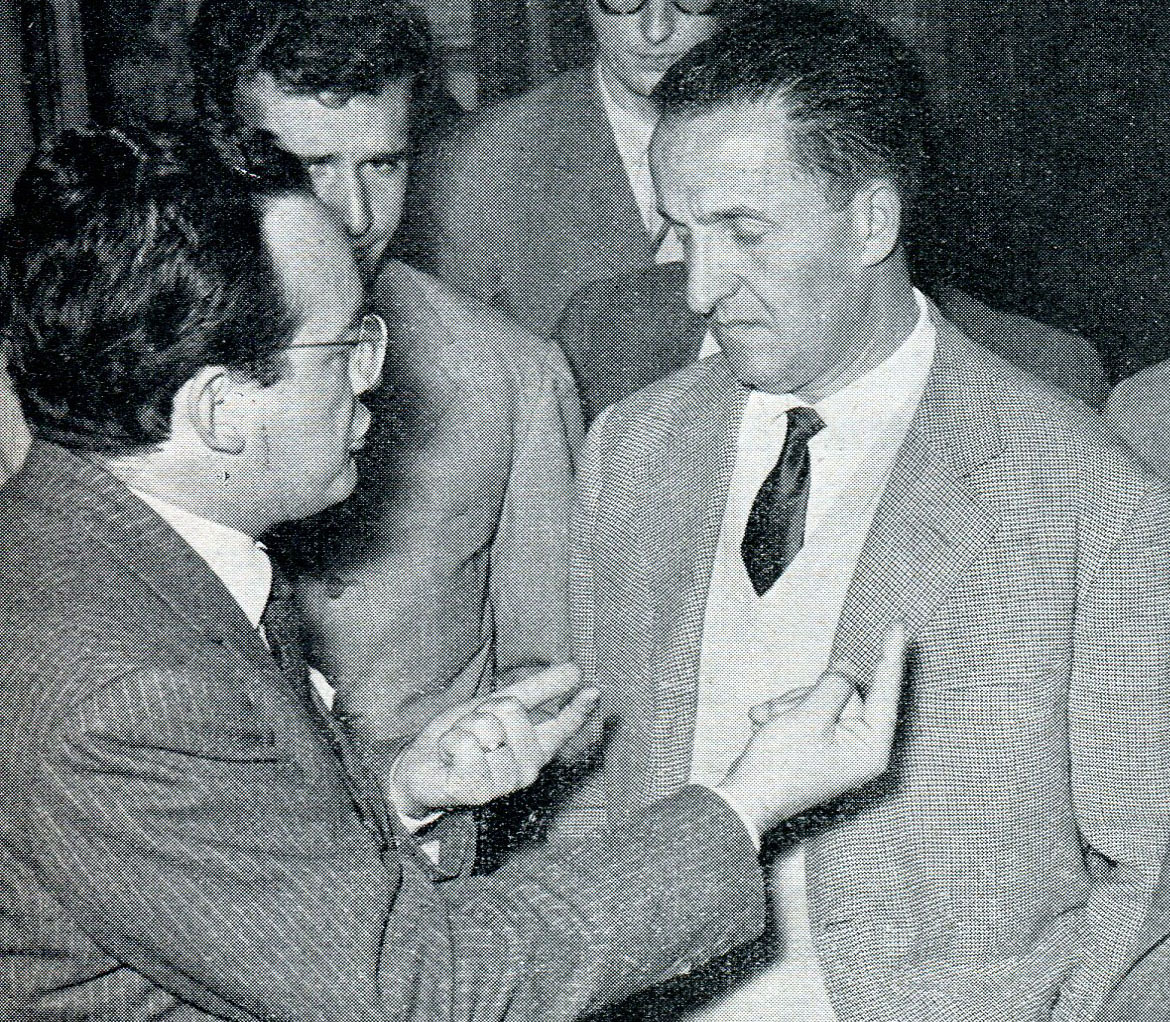
Dino De Laurentiis (a sin.), co-produttore, insieme a Carlo Ponti, di Anni facili, discute con il regista Luigi Zampa

Nel frattempo Zampa dirige altre opere (tra cui, nel 1952, l'apprezzato Processo alla città), ma l'idea ha continuato a maturare perché alla fine del 1952 si conferma la produzione del film, con Totò come interprete assieme ad «attori del teatro siciliano, e con ambientazione a Termini Imerese». Ma Totò dovrà poi rinunciare a causa dei tempi lunghi di preparazione imposti dalla censura.
Per poter dirigere Anni facili, Zampa rinunciò ad altre due regie che gli erano state offerte: Don Camillo e Guardie e ladri, ritenendoli temi artificiosi. Gli interessa infatti, in quel momento un tema fondamentale: «il ritorno, patente o mascherato, del fascismo». Si tratta di un tema ricorrente per il regista al punto che qualche anno dopo, nel 1957, pubblicherà un romanzo autobiografico, Il successo, nel quale fa dire al protagonista: «Siamo tornati ad un clima conformista di poco diverso da quello del "Ventennio"».
L'impostazione originaria del film fu inizialmente concepita come una prosecuzione de Il vecchio con gli stivali, racconto di Brancati su cui s'era basato Anni difficili, pensando di far muovere sullo schermo gli stessi personaggi di quel film, trasportati negli anni cinquanta. Ma poi le idee cambiano e «Brancati rimette mano al soggetto e abbandona i vecchi personaggi [...] l'ambientazione questa volta è contemporanea ed il bersaglio più appariscente è la corruzione della burocrazia romana». Viene comunque conservato il tema del ritorno del fascismo, che porta Zampa a dichiarare che «il popolo italiano sembra aver dimenticato inesplicabilmente quella che è la sua storia recentissima; pare che non si renda conto del grave pericolo che di nuovo lo minaccia».

### Prime difficoltà
La sceneggiatura, alla quale Zampa, Brancati e gli altri collaboratori lavorano per quasi 8 mesi, viene presentata il 27 gennaio 1953 alla Direzione Generale dello Spettacolo per il visto della cosiddetta “censura preventiva” (vedasi box) e riceve una bocciatura in quanto il film viene giudicato «volutamente scandalistico e ferocemente autolesionistico sul clima morale degli italiani»; gli stessi censori, tra i quali il dirigente ministeriale Annibale Scicluna Sorge, invitano caldamente il regista a lasciar perdere. Si prepara una seconda versione, ma un mese dopo anch'essa riceve, nonostante un intervento di mediazione dello stesso Andreotti, allora Sottosegretario, la stessa risposta, anche se si ammette che «i realizzatori si sarebbero dichiarati disposti ad apportare alla sceneggiatura quelle modifiche che l'ufficio riterrebbe di consigliare».
Le crescenti difficoltà provocano il ritiro della prima casa produttrice, la “Rosa film”, cui subentrano Ponti e De Laurentiis. Si arriva così al maggio 1953, quando una terza versione della sceneggiatura ottiene finalmente il via libera, dopo aver dovuto sacrificare diverse scene, tra le quali una che riguardava la questione di Trieste, allora al centro di una aspra contesa territoriale tra Italia e Jugoslavia. Viene inoltre del tutto eliminata la figura del figlio “comunista” di De Francesco che era nella prima sceneggiatura. La soluzione trovata viene vista come un «compromesso raggiunto tra censura e sceneggiatura in uno spirito di reciproca comprensione».

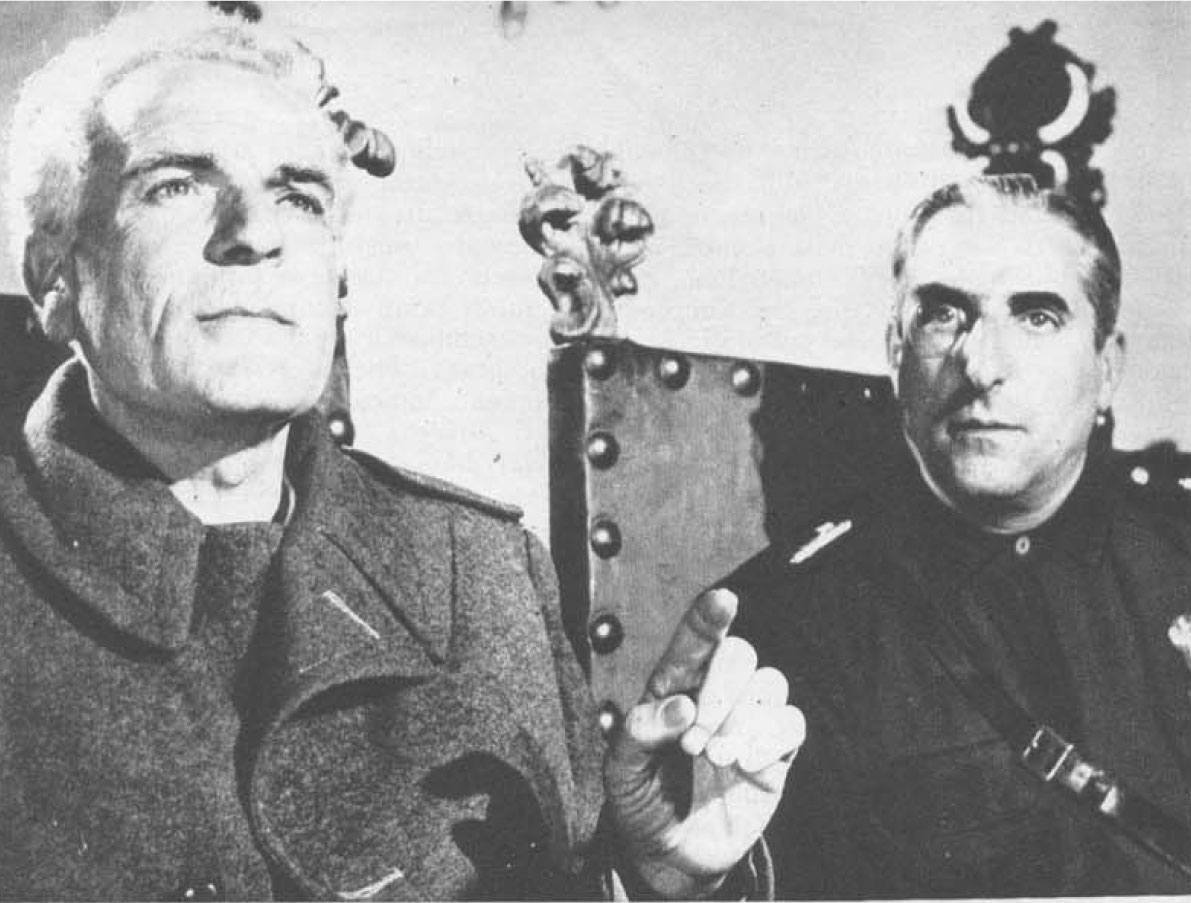
Rino Genovese (a sin.) è la "eccellenza" nella scena del raduno di nostalgici che suscitò aspre polemiche

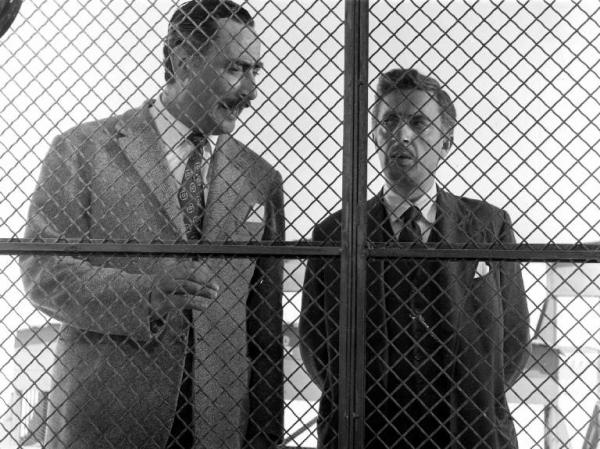
Gino Buzzanca (il barone La Prua) e Nino Taranto in una scena del film. Buzzanca, attore proveniente dal teatro dialettale siciliano, fu scoperto da Zampa, con cui esordì proprio in occasione di Anni facili.

## Accoglienza
Approdato finalmente sul "set", la lavorazione di Anni facili inizia ai primi di maggio 1953 e dura circa tre mesi con esterni girati a Noto, a Roma ed al Castello di Bracciano ed interni realizzati negli stabilimenti romani della Ponti De Laurentiis. Le riprese terminarono nell'estate, in tempo perché il film potesse essere presentato, ancora prima di ricevere il definitivo "via libera" dalla censura, alla Mostra di Venezia, dove iniziò a provocare contrasti ancor prima di essere proiettato.

### Presentazione a Venezia
Infatti, contro l'inclusione del film di Zampa tra le opere che rappresentavano l'Italia si schierarono sia i rappresentanti del Ministero che facevano parte della commissione selezionatrice che il Presidente dell'Associazione dei produttori Anica. Ma anche alcuni commentatori definirono in modo ben poco lusinghiero la selezione italiana a Venezia come «squadra nazionale di serie B».
La prima visione avvenne la sera del 31 agosto 1953 e «divise la critica più sul piano delle ideologie che delle valutazioni estetiche: la sinistra ed il centro liberale si schierarono a favore del film, la destra ed il centro conformista contro». La differenza di valutazione tra il messaggio civile del film ed il suo valore artistico fu al centro di tutti i commenti. Si riconosceva che «Anni facili è un film coraggioso per i tempi che corrono, un film civilmente utile perché addita senza ipocrisie piaghe riconoscibili nella nostra vita sociale (ma) il suo guaio maggiore è la mancanza di tono coerente: dalla frizzante commedia di costume, ad accenti di farsa grottesca, al facile patetico».
In genere prevalsero i giudizi positivi che descrissero «un film severo, aspramente polemico e talvolta coraggioso, la sua sostanza morale è difficilmente controvertibile. oppure «un film che bisognava fare e che torna ad onore di chi lo ha realizzato (…) Per questo il suo valore morale va al di là ed al di sopra del suo valore cinematografico e per questo il suo coraggioso atto di accusa deve essere apprezzato ed applaudito molto più del modo in cui si attua». Vi fu anche chi raccontò le diverse reazioni del pubblico alla "prima" veneziana; «nell'arena all'aperto (ingresso 350 lire) si divertono, applaudono e condividono lo sdegno degli autori, all'interno del Palazzo del Cinema (ingresso 2.500 lire) una diffusa insofferenza portò ad una accoglienza imbarazzata».
Non mancarono tuttavia le valutazioni negative. Anni facili fu accusato di «mancanza di acume critico e di gusto [in quanto] l'autore ha preferito indulgere verso gli aspetti parodistici del tema, con scontate e troppo facili occasioni di banale umorismo» oppure di essere opera «certamente coraggiosa, ma che non raggiunge quel distacco, quella atmosfera, che sono propri dell'arte».
La Revisione Cinematografica - comunemente nota come censura - prevista dalla legge n° 958 del 29 dicembre 1949, che resterà in vigore per tutti gli anni Cinquanta, era formata da due "passaggi" presso la Direzione Generale dello Spettacolo, ufficio che dipendeva in allora dalla Presidenza del Consiglio dei ministri. Dapprima una fase "preventiva" in cui venivano vagliate le sceneggiature, esame non obbligatorio, ma di fatto le diventava in quanto senza tale parere favorevole non era possibile ottenere i finanziamenti bancari per la realizzazione di un film. Una volta girato il film, esso veniva esaminato per il nulla osta definitivo, che comprendeva anche il riconoscimento dell'esenzione fiscale pari al 10 per cento, più un 8 per cento suppletivo, sugli incassi, decisione che poteva determinare il successo commerciale o meno di un'opera. In tale fase era anche concesso (oppure no) il permesso di esportazione, altro elemento importante sotto l'aspetto economico. Contro le decisioni degli uffici della Direzione era possibile proporre una specie di "appello" affinché certe decisioni negative fossero riviste. In realtà non sempre un'opera che riceveva il nulla osta in sede di primo esame era certa di avere poi il "via libera" definitivo..
Chi invece ebbe unanimi commenti favorevoli fu Nino Taranto che sorprese favorevolmente tutti i commentatori, anche i più critici sul film che considerarono «degna della più incondizionata lode l'interpretazione di Nino Taranto, dal quale, a giudicare dalle sue precedenti prove sugli schermi, non ci si sarebbe potuto attendere una recitazione così sorvegliata ed approfondita». La sua partecipazione ad Anni facili gli valse nel 1954 il Nastro d'argento. Sembrò l'inizio di una nuova fase della sua carriera artistica, ma non fu così, perché come lui stesso ha raccontato non ricevette più altre offerte di lavoro al di fuori di ruoli comici. 

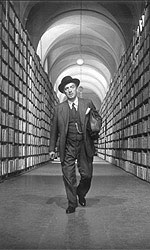
Il prof. De Francesco (Nino Taranto) si aggira affannosamente ed invano nei corridoi ministeriali in una scena del film

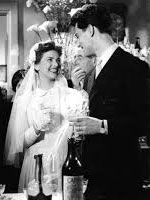
Giovanna Ralli e Gabriele Tinti nella scena delle nozze in cui viene arrestato il prof.De Francesco

### Scontri politici
Anche dopo la prima veneziana, Anni facili continuò a provocare contrasti, diventando oggetto di scontri politici. Già pochi giorni dopo venne presentata alla Camera l'interrogazione di un Deputato del MSI, Ezio Maria Gray, nella quale si chiedeva al Governo di «non ammettere [il film] alla libera circolazione in quanto in contrasto con il fine della pacificazione nazionale, una richiesta che suscitò l'indignata reazione di Filippo Sacchi che parlò di «suscettibilità esagerata per uomini la cui normale misura di giudizio fu per anni il manganello». Pochi giorni dopo viene richiesto il sequestro del film da parte di Rodolfo Graziani, secondo il quale la scena del raduno di nostalgici visitato da La Prua sarebbe l'irridente parodia di una riunione di ex combattenti che, con la sua partecipazione, si era tenuta nell'ottobre 1952 ad Arcinazzo.

### Nuove difficoltà con la censura
Ma i problemi più grossi per il film di Zampa dovevano arrivare ancora dalla censura che il 18 ottobre 1953 bloccò la circolazione del film, chiedendo il taglio di circa 600 metri di pellicola. Questa decisione scatenò ulteriori proteste e di nuovo piovvero le interrogazioni parlamentari di numerosi partiti, anche di governo. L'opposizione attaccò la censura governativa ed il 19 ottobre il quotidiano del PCI l'Unità raccoglieva un'accusa dell'interprete principale Nino Taranto, secondo cui «in Italia è proibito essere spiritosi [...] Come si può impedire ad un artista di ritrarre, attraverso la satira, un determinato ambiente?». La reazione di Zampa fu decisa: rifiutò i tagli richiesti dalla censura, dichiarando che in tal caso lui avrebbe ritirato la firma dal film.
In un clima reso ancora più contrastato dall'arresto, avvenuto in quei mesi, dei critici Aristarco e Renzi, sotto l'accusa di vilipendio delle Forze Armate per aver scritto un soggetto sul comportamento dei soldati italiani nella Grecia occupata, la censura rivede le sue decisioni, pur ottenendo di vedere escluse alcune scene e battute del dialogo relative alla questione di Trieste ed all'onore della Magistratura. Zampa accetterà la nuova versione uscita dalla censura ed il film avrà finalmente il via libera per essere distribuito nelle sale, dove in qualche caso fu disturbato da intemperanze di gruppi neofascisti.

### Commenti successivi
I commenti al film quando uscì nelle sale confermarono quelli veneziani. Ad essi si aggiunse quello di Alberto Moravia (di lì a poco collaboratore di Zampa per La romana) che notò come «Anni facili rimane molto indietro quanto ad asprezza rispetto ad altri prodotti simili che all'estero vengono sfornati senza la minima reazione delle autorità; tali film, più che intenti d'arte, hanno intenti di efficacia moralistica, e in questo senso si può affermare che è un film nel complesso riuscito ed utile».

Domenico Modugno ha interpretato in Anni facili l'ex allievo che De Francesco ritrova come giudice

### Esito commerciale
Dopo tante vicissitudini che trasformarono un film in un "caso", Anni facili otterrà un buon successo commerciale. Sugli introiti della pellicola vi sono alcune lievi differenze di dati. Secondo il Dizionario del Cinema Italiano la pellicola incassò 401 milioni di lire, mentre il Catalogo Bolaffi gli attribuisce un introito di circa 416 milioni. In ogni caso il film si posizionò intorno al 20º posto nella classifica commerciale riguardante i circa 145 film prodotti in Italia nell'anno 1953 nel quale il film più "ricco" fu Pane, amore e fantasia di Comencini che ottenne quasi un miliardo e mezzo di incasso. Il positivo risultato commerciale fu tuttavia sminuito dal divieto all'esportazione che colpì la pellicola e che non fu possibile rimuovere neppure negli anni successivi: nel 1959, quando ormai delle polemiche suscitate dal film si era persa memoria, il divieto era ancora in vigore.

### Riconoscimenti
Oltre a quello attribuito a Nino Taranto, Anni facili ottenne anche un secondo Nastro d'argento per la sceneggiatura.

## Commenti retrospettivi
Le traversie censorie che segnarono il cammino del film hanno condotto in seguito a giudizi più attenti al suo valore civile che al significato artistico. Così, secondo Brunetta «col passare del tempo questo gruppo di film (Anni facili, Anni difficili. L'arte di arrangiarsi -ndr) diventa una radiografia spietata, molto utile per capire lo sviluppo storico e sociale del dopoguerra», oppure si tratta di una «impietosa radiografia del ritorno del fascismo, svolta in termini sarcastici, di cui farà tesoro nel decennio successivo la commedia all'italiana». Secondo Pezzotta «la persecuzione censoria rivolta al film è una prova della sua importanza nell'Italia dell'epoca», anche se va ricordato che dopo Anni facili Zampa avrà ancora problemi con la censura (ad esempio con La romana) e non mancherà di farlo rilevare, affermando che «la censura ha origini profonde, è una questione di civiltà. Io, per esempio, non riesco a capire come certe persone si siano meravigliate per le cose che ho detto in Anni facili».